# Bec Hewitt
Bec Hewitt, nome completo Rebecca June Hewitt nata Cartwright (Sydney, 23 luglio 1983), è una cantante, attrice e conduttrice televisiva australiana.

## Biografia
Rebecca Cartwright ha iniziato a ricevere popolarità interpretando Hayley Smith nella soap opera Home and Away, ricevendo numerose candidature ai Logie Awards. Nel 2003 è stato pubblicato il suo album eponimo di debutto, che ha raggiunto la 21ª posizione nella ARIA Albums Chart. È stato promosso dai singoli All Seats Taken, On the Borderline e A Matter of Time, che si sono piazzati rispettivamente alla numero 10, 29 e 26 in Australia, dove il primo è risultato il 96° brano più venduto del 2002 ed è stato certificato disco d'oro. A novembre 2004 ha vinto la prima edizione della versione australiana di Ballando con le stelle.

## Discografia

### Album
- 2003 – Bec Cartwright

### Singoli
- 2002 – All Seats Taken
- 2003 – On the Borderline
- 2003 – A Matter of Time